# Казелино ди Верика (Модена)
Казелино ди Верика је насеље у Италији у округу Модена, региону Емилија-Ромања.
Према процени из 2011. у насељу је живело 18 становника. Насеље се налази на надморској висини од 610 м.